# Архив на Българския антарктически институт
Архивът на Българския антарктически институт се съхранява във фонд 1487 в Централен държавен архив. Той се състои от 120 архивни единици в един инвентарен опис от периода 1959 – 2010 г. Дължината му е 1,08 линейни метра.

## История
Документите са предадени от председателя на Българския антарктически институт проф. Христо Пимпирев чрез договор за дарение, сключен с председателя на Държавна агенция „Архиви“ доц. д-р Михаил Груев. Извършена е експертиза и е изготвен инвентарен опис, който е за периода 1993 – 2009 г., като в него се съдържат и документи от 1959 г., 1979 – 1989 г.
В него се намират протоколи на Управителния съвет и Общото събрание на Българския антарктически институт, списък на участниците в експедициите, международни договори, работни проекти, отчети от научни разработки, научни публикации, публикации в пресата и др. Подредени са по приложена класификационна схема.